# Вилка Микола Семенович
Микола Семенович Вилка (1911, Нова Земля — 30 вересня 1942, острів Вайгач) — ненецький письменник, основоположник ненецької художньої прози. Художник і поет, збирач фольклору, ілюстратор власних творів. Племінник Тико Вилки. Член Спілки письменників СРСР..

## Біографія
Народився в 1911 році на Новій Землі, Під час навчання в Інституті народів Півночі в 1937 році опублікував у журналах «Наша країна» і «Радянська Арктика» в авторському перекладі повість «Вилка на острові».
Трагічно загинув у 1942 (отруївся трофейним спиртом) році на острові Вайгач.

## Твори
- Мар'я. На острові: Повісті / переклад на російську мову і примітки Г. Д. Вербова. Л., 1938;
- Мар'я: Повість/переклад на російську мову і примітки U. Д. Вербова.//Друге народження. Твори зачинателів літератур народностей Півночі і Далекого Сходу. М., 1983.
- Вірші//Ми — люди Півночі. Л., 1949;